# 變形金剛：Cyberworld
《變形金剛：Cyberworld》是由美國玩具公司孩之寶（Hasbro）所製作的網路影集，基於旗下的《變形金剛》系列進行。
該系列預計為Youtube作為主要的播放平台，並於2025年7月公布，共36集，每集長度為5分鐘左右，並有同名的低齡化玩具產線。首集已於2025年7月13日上架Youtube變形金剛的官方頻道。

## 美術風格與基調
本系列在製作過程中受到日本的機甲動漫啟發。且其劇情設定上會結合多部作品世界觀進行聯動、交叉。玩具部分則強調不同等級尺寸的玩具之間可以進行互動機制。
在作品基調上，本作的劇情風格較為幽默、在角色表現上則較為喜劇化。

### 設定
其世界觀建立在一個有多種自然環境的世界，包括沙漠、叢林等等。此世界觀的機制和電玩十分相似、每個人都有自己的等級、根據等級可以獲得武器、強化。提升等級的方式是在不同區域內的不同比賽中獲勝、或是獲得超能量強化。在不同的比賽中、獲勝的一方獲得強化的同時、落敗的一方或被奪走超能量體、並感到虛弱。

## 角色
根據目前釋出的海報和預告以及已上傳的集數，已知可以確認、和已經出現的角色如下：

### 博派（Autobot）
- 柯博文（Optimus Prime），由凱爾·卡查馬賽克（Kyle Kaczmarczyk）聲演[2]

在第一集登場、從高空中墜落到地表的叢林區域。在本作的造型和其他作品類似，以紅色和藍色為主色，不過胸口的擋風玻璃並不是兩片車窗、而是兩側連在一起的黑色矩形。疑似因為本作世界觀的關係，無法使用武裝。變形為一輛外星卡車。
- 大黃蜂（Bumblebee），由凱爾·卡查馬賽克聲演[2]

在第一集登場，繼柯博文後、同樣從高空中墜落至地表，並遇到密卡登、和對方短暫結盟、但也迅速遭到背叛。
- 鋼鎖（Grimlock），由詹姆斯‧亞歷山大（James Alexander）聲演[2]

在第一集登場，變形為機械暴龍，在機器人形態下的右手是暴龍頭、可以噴火、左臂則是迅速連發的機關槍。
不知為何，對柯博文具有敵意。
- 艾莉塔（Elita），由潔西卡‧卡羅（Jessica Carrol）聲演[6]

玩具情報透漏本作的艾莉塔變形成一艘船。值得一提的是，該玩具在機器人和載具型態上十分神似IDW出版社刊物《More Than Meets The Eye》中的人物激流（Riptide）。
在劇中的第四集登場、在能量管道中和天鯊進行競速比賽，其外觀形象和玩具相當接近。其和天鯊的競賽被柯博文和大黃蜂打斷而落敗。根據其台詞，她和她的隊伍在這個世界一陣子了，但是在和天鯊的多次比賽中、天鯊透過奪取比賽機制他們的超能量消滅了他們。
- 幻影（Mirage）

根據玩具情報，幻影的機器人型態的外觀和配色和其G1造型大致吻合，以白藍紅配色為主，然而載具型態卻不是賽車，而是一架噴射機。
- 咆哮（Snarl），由詹姆斯‧亞歷山大聲演[7]

在第三集登場，和鋼鎖搭檔的恐龍金剛，變形成機械劍龍。武器是尾巴變成的劍。
- 輪傑（Wheeljack）

在第四集中、艾莉塔和天鯊的台詞中提及。似乎原本是艾莉塔小隊的成員、但在和天鯊的比賽中落敗而死亡。

### 狂派（Decepticon）
- 密卡登（Megatron），由詹姆斯‧亞歷山大聲演[2]

目前有兩款已知名為密卡登的角色，然而在形象上具有頗大的差異：其中一款為G2配色、採用變形金剛真人電影探長（Hound）的玩具進行重塗改模，變形為一部亮綠色裝甲車；另一款則以深灰色為主，變形為一隻機械野牛。
在第一集登場，以變形為灰黑色的機械野牛的版本為主。起初和同樣墜落至地面的大黃蜂結盟，不過在第一集結尾即背叛他。
- 天王星（Starscream）
- 撒克巨人（Scorponok），由傑克‧艾爾斯(Jack Ayres)聲演[2]

目前透露的玩具配色為當年義大利玩具目錄上的配色。
在第一集登場，埋藏在沙漠區域、並突襲柯博文、使其無法接近博派船艦。
- 格威龍（Galvatron）

目前玩具顯示本作中的格威龍變形為某種有翼的龍形生物。
- 天鯊（Sky-byte），由傑克‧艾爾斯聲演[6]

機器人型態和過去的造型大致相近，然而其野獸型態並非變形成鯊魚，而是某種鯊魚形的四輪車輛。
在劇中，在第四集登場，不過和先前的玩具不同、變形成其傳統形象的機械鯊魚、在管道的水上競速比賽中和艾莉塔比賽、因為柯博文和大黃蜂破壞了管道外牆而被自動判定獲勝，之後和三人交戰、最後撤退。從其台詞推斷、透過在比賽中獲勝的方式消滅了艾莉塔的整支隊伍。是密卡登的手下之一。
不確定為何，但並不認識柯博文或大黃蜂等成員的長相、在艾莉塔用柯博文的名字稱呼他後才知道自己眼前的人是柯博文。

## 集數
| 季數 | 集數 | 標題                     | 上傳日期      |
| ---- | ---- | ------------------------ | ------------- |
| 一   | 1    | Commence Program         | 2025年7月13日 |
| 一   | 2    | Prime Target             | 2025年7月13日 |
| 一   | 3    | Crate Point, Well Fought | 2025年7月26日 |
| 一   | 4    | River Race Ruckus        | 2025年8月6日  |